# Fiano
Fiano – miejscowość i gmina we Włoszech, w regionie Piemont, w prowincji Turyn.
Według danych na rok 2004 gminę zamieszkiwało 2558 osób, 213,2 os./km².